# Augustin Langlade
Augustin Langlade (kolem 1695 – 1771) byl ve Francii narozený kanadský obchodních s kožešinami. Založil obchodní osadu, ze které se později stalo Green Bay ve Wisconsinu. Jeho syn Charles Michel de Langlade byl také zaměřen na obchod s kožešinami a stal se vůdcem Francouzsko-indiánských válek.